# Strefa Operacyjna Prealp
Strefa Operacyjna Prealp (niem. Operationszone Alpenvorland (OZAV); wł. Zona d'operazione delle Prealpi) - strefa operacyjna III Rzeszy na terenie subalpejskim we Włoszech podczas II wojny światowej.

## Początki i geografia
Strefa Operacyjna Prealp została utworzona 10 września 1943 r. przez okupujący niemiecki Wehrmacht, jako odpowiedź na zawieszenie broni aliantów z Włochami ogłoszone dwa dni wcześniej po inwazji aliantów na Włochy. Obejmowała prowincje Belluno, Bolzano i Trydent. Strefa Operacyjna Pobrzeża Adriatyckiego, obejmująca prowincje Udine, Görz, Triest, Pula, Rijeka, Kvarner i Lublana, została utworzona tego samego dnia. Obie strefy operacyjne były oddzielone od Włoskiej Republiki Socjalnej (RSI) z siedzibą w Salò nad jeziorem Garda, która rządziła pozostałą częścią Włoch, która nie została jeszcze zajęta przez aliantów.

## Administracja
Strefa Operacyjna Prealp była administrowana przez Wysokiego Komisarza Franza Hofera. Strefa była administrowana jako część Reichsgau Tyrol-Vorarlberg. Stolicą strefy było Bolzano. Hofer chciał połączyć strefę operacyjną ze swoim Reichsgau i w ten sposób doprowadzić do zjednoczenia Tyrolu i terytorialnego odrodzenia dawnej austriackiej korony Tyrolu. Nie doszło do tego, ponieważ Hitler chciał okazać szacunek Mussoliniemu, chociaż rząd Salo miał prawie zerowy wpływ w regionie podczas rządów niemieckich.
Wpływ włoski został odparty i zdemontowany przez Niemców, którzy zadekretowali przywrócenie granic prowincjonalnych z 1919 r. (plus dodanie Belluno) i wymusili rezygnację etnicznie włoskiej podesty w Tyrolu Południowym, którą zastąpili niemieckojęzyczni burmistrzowie rekrutowani z miejscowej ludności identyfikującej się z III Rzeszą. We wrześniu 1943 r. język niemiecki uzyskał równy status z językiem włoskim. Niemieckie i ladyńskie nazwy ulic i miejscowości wyświetlano obok nazw włoskich. Faszystowskie i włoskojęzyczne gazety zostały zamknięte, a import gazet z RSI został zakazany. Partia faszystowska została zdelegalizowana. Wprowadzono prawa ograniczające imigrację Włochów uciekających przed służbą wojskową z RSI. Jednak lira włoska pozostała prawnym środkiem płatniczym.
Skutkiem tej polityki było szybkie i drakońskie odwrócenie rygorystycznej polityki italianizacji, która została narzucona regionowi przez włoski rząd od początku lat dwudziestych XX wieku.
Jednostki wojskowe w regionie podlegały Befehlshaber Operationszone Alpenvorland dowodzonej przez generała der Infanterie Joachima Witthöfta, byłego dowódcę dywizji w XXVII Korpusie Armii Niemieckiej.

## Współpraca
Pierwotne egzekwowanie niemieckich przepisów było wykonywane przez Südtiroler Ordnungsdienst (SOD, cywilna policja „Tyrolu Południowego”), która została zrekrutowana z UOTP (Arbeitsgemeinschaft der Optanten für Deutschland); w Prowincji Teydent jej odpowiednikiem było Corpo di Sicurezza Trentino (CST), a w prowincji Belluno Corpo di Sicurezza Bellunese (CSB), oba złożone z osób powołanych spośród wszystkich mieszkańców płci męskiej w wieku od osiemnastu do pięćdziesięciu lat. SOD był również aktywnie zaangażowany w ściganie Żydów i znanych „Dableiberów” (tych, którzy wybrali Włochy, gdy zostali zmuszeni do zadeklarowania swojej wierności), takich jak Josef Mayr-Nusser, Michael Gamper, Friedl Volgger, Rudolf Posch i Josef Ferrari.  Wielu z rodu Dableiberów to byli lub obecni księża katolicki i byli prześladowani przez Niemców.

## Deportacja Żydów z Prealp
12 września 1943 r., niemal natychmiast po rozpoczęciu niemieckiej okupacji, dowódca SS i policji w Alpach Karl Brunner wydał rozkaz aresztowania wszystkich Żydów w regionie. Wielu z nich ze społeczności żydowskich w regionie zostało deportowanych i zamordowanych w obozach zagłady.
W regionie znajdował się również obóz przejściowy Bozen, który działał od lata 1944 r. do końca wojny i był wykorzystywany do tranzytu włoskich Żydów do Auschwitz i innych obozów.

## Okrucieństwa
Region ten był miejscem ostatnich niemieckich okrucieństw podczas II wojny światowej. Pod koniec wojny w Tyrolu Południowym stacjonowało ponad 70 000 niemieckich żołnierzy i policjantów, gotowych do ewentualnej ostatniej obrony. Po kapitulacji Niemiec we Włoszech wybuchły uroczystości ludności włoskojęzycznej; 30 kwietnia zginęło 11 osób w Merano, a 3 maja 1945 r. w Bolzano zginęło 41 osób, gdy oddziały Wehrmachtu i SS strzelały do cywilów. To i trwające starcia między wojskami niemieckimi a włoskimi partyzantami zostały nazwane bitwą pod Bolzano (wł. Battaglia di Bolzano). Winą za te zabójstwa obarcza się przywódcę SS i policji Karla Brunnera, ale także chaotyczne okoliczności po stronie włoskiej i niemieckiej po kapitulacji.